# استان کاخابامبا
استان کاخابامبا (به اسپانیایی: Provincia de Cajabamba) یک استان در پرو است که در منطقه کاخامارکا واقع شده‌است. استان کاخابامبا ۱٬۸۰۷٫۶۴ کیلومتر مربع مساحت و ۷۴٬۹۸۸ نفر جمعیت دارد و ۲٬۶۵۴ متر بالاتر از سطح دریا واقع شده‌است.